# 심정은
심정은(1987년 10월 9일 ~ )은 대한민국의 희극 배우이다.

## 출연작

### 방송
- 코미디에 빠지다 (MBC)
- 무한도전 무도 폭염의 시대 (MBC)
- 라이엄마(유별난) (급식걸즈)
- 개그콘서트 나숙이 (KBS)